# Дели (султанат)
Султанат Дели — мусульманский султанат в восточной части острова Суматра, основанный в 1630 году. Территория 1820 км². Имея статус царства с 1630 до 1814 года, государство стало султанатом в 1814 году при получении независимости от султаната Сиак.
Правитель Ачеха принял ислам в середине 15 века. Султанат Ачех был основан Али Мугаят Шахом, который начал кампанию по расширению контроля над северной частью острова Суматра в 1520 году. Султан Искандар Муда расширил Ачех в результате завоевания. В 1612 году Дели потерпело военное поражение. В 1861 году произошла голландская интервенция, в результате которой был заключен контракт с Голландской Ост-Индией в следующем году, помогла признать независимость Дели от Ачех и Сиака.
Эта область в настоящее время является частью Индонезии.